# Wellman, Iowa
Wellman är en ort i Washington County i Iowa. Vid 2010 års folkräkning hade Wellman 1 408 invånare.